# Roxita apicella
Roxita apicella là một loài bướm đêm trong họ Crambidae.